# Голишкина
Голи́шкина (рос. Голышкина) — присілок у складі Комишловського району Свердловської області. Входить до складу Заріченського сільського поселення.
Населення — 242 особи (2010, 292 у 2002).
Національний склад станом на 2002 рік: росіяни — 85 %.